# دانا حمدان
دانا حمدان (1 يوليو 1979 -)، ممثلة ومصممة أزياء أردنية من أصل فلسطيني، وواحدة من الموهوبات في مجال تصميم الأزياء في الوطن العربي، وذلك على خلفية مشاريعها المميزة التي تتعلق بالأزياء والفنون. كما خاضت تجربة التمثيل في أحد الأعمال الإماراتية.

## حياتها
تحمل شهادة من أكاديمية أب تو دايت التي تقع في ميلانو الإيطالية، وبعد دراستها استقرت في دبي منذ عام 2010 وعملت كمصممة أزياء. وأشرفت على عدة برامج تلفزيونية منها «زفة» الذي تدور فكرته على مساعدة العروس في تحضيراتها للزفاف المنتظر عبر العديد من المراحل التي يتولى تجهيزها نخبة من الأخصائيين.
تحب التنوع في مجال الأزياء فهي لا تتخصص في خط معين، وتعلل ذلك بأنها تريد أن تبقى على تواصل مع كل ما يجري في هذا المجال لأن الأزياء سلسلة مترابطة معاً.
عرضت مجموعة من الحقائب الخاصة بها وكذلك خصصت باقة من تصاميمها للمرأة الحامل لأنها تشعر بالحيرة عند اختيار ثيابها، كما أضافت خطاً جديداً في عالم الموضة خاص بالمناسبات المسائية.
وفي عام 2011 خاضت أولى تجاربها في الدراما باشتراكها في المسلسل التراثي «وديمة» الذي يحكي عن علاقة حب تربط بين فتاة وشاب جمعتهما صلة القرابة وفرقتهما الصلة ذاتها، وتدور الأحداث في الفترة من الخمسينيات إلى السبعينيات من القرن الماضي وهي الفترة الزمنية التي شهدت تحولات كبيرة علي المستويين المادي والاجتماعي والحضاري في منطقة الخليج وتغيرت خلالها العادات والناس.
وفي نهاية عام 2011 قامت بتقديم التصميم الخاص Makeup Forever Show Stylist في مهرجان أبو ظبي السينمائي، واختيرت في نفس العام سفيرة علامة Pond’s لمستحضرات التجميل.
وهي شقيقة الفنانة ميس حمدان والفنانة مي سليم.

## أعمالها

### المسلسلات
- 2011: وديمة
- 2013: العراف
- 2015: شطرنج
- 2015: شطرنج ج2
- 2017: الطوفان
- 2017: اختيار إجباري
- 2017: الحصان الأسود
- 2018: واكلينها والعة (سبع صنايع)
- 2018: مليكة
- 2019: حواديت الشانزليزيه
- 2021: الطاووس

### الأفلام
- 2015: هز وسط البلد
- 2015: سعيكم مشكور يا برو
- 2019: لما بنتولد

### البرامج
تقديم
- 2012: حساء الأخوات

ضيفة
- 2017: تع إشرب شاي
- 2020: هزر فزر

## وصلات خارجية
- دانا حمدان على موقع IMDb (الإنجليزية)
- دانا حمدان على موقع قاعدة بيانات الأفلام العربية